# Erich Habitzl
Erich Habitzl (Vienna, 9 ottobre 1923 – Vienna, 26 settembre 2007) è stato un calciatore austriaco, di ruolo attaccante.

## Carriera
Fu capocannoniere del campionato austriaco nel 1948.